# ホテル一畑
ホテル一畑（ホテルいちばた）は、島根県松江市の松江しんじ湖温泉にある一畑グループのホテル、並びにこれを運営する企業（株式会社ホテル一畑）である。

## 施設概要
- 客室数 - 143室
- 宴会場
  - 大宴会場「平安の間」（洋式）
  - 宴会場「サンシャインホール」（洋式）
  - 宴会場「葵の間」（和式）

## 沿革
- 1968年（昭和43年）10月 - ホテル一畑開業
- 2016年（平成28年）7月 - 阪急阪神ホテルズとの業務提携と新館建設を発表[1]。
- 2016年（平成28年）10月1日 - ホテル一畑が阪急阪神第一ホテルグループに加盟[2]。
- 2019年（令和元年）11月16日 - 改装のため休館。
- 2021年（令和3年）5月16日 - 本館建て替えオープン[3]。

## 周辺
- 松江しんじ湖温泉
- 宍道湖大橋
- 宍道湖
- 島根県庁舎
- 松江市役所
- 松江城

## アクセス
- 一畑電車北松江線松江しんじ湖温泉駅 徒歩3分
- 西日本旅客鉄道（JR西日本）松江駅より路線バス（一畑バス・松江市交通局）で約18分「松江しんじ湖温泉駅」停留所下車 徒歩3分

## グループホテル
- ツインリーブスホテル出雲（島根県出雲市）
  - JR出雲市駅・電鉄出雲市駅前に立地。